# Tranzystor cienkowarstwowy
Tranzystor cienkowarstwowy, TFT (ang. Thin-Film Transistor) – rodzaj tranzystora polowego stosowanego głównie w kolorowych wyświetlaczach ciekłokrystalicznych z aktywnymi matrycami. Ekran sterowany tymi tranzystorami pozwala na uzyskanie w monitorach komputerowych i notebookach obrazów wysokiej jakości, znacznie lepszej niż przy innych rozwiązaniach (np. CSTN). 
W wyświetlaczach opartych na TFT każdy subpiksel ma własny tranzystor sterujący, w przeciwieństwie do technologii STN, w której komórki ciekłego kryształu sterowane są tranzystorami obsługującymi całe kolumny lub wiersze. Jest to podstawowa cecha, która pozwala na otrzymywanie bardzo dobrej jakości obrazu na wyświetlaczach, nie tylko ciekłokrystalicznych. Również w technologii AMOLED wykorzystywane są tranzystory cienkowarstwowe do sterowania wyświetlaczami bazującymi na substancjach organicznych.
Cechą charakterystyczną tranzystorów cienkowarstwowych jest to, że umieszczane są na wspólnym szklanym podłożu, gdyż ich pierwszym zastosowaniem były wyświetlacze ciekłokrystaliczne. To odróżnia je od standardowych tranzystorów, dla których typowym podłożem jest płytka krzemowa. Tranzystory TFT produkuje się metodą chemicznego osadzania z fazy gazowej. Epson i JSR pracują nad sposobem produkcji tranzystorów za pomocą drukowania „atramentowego” przy użyciu ciekłej mieszaniny wodoru i krzemu w rozpuszczalniku organicznym, metodą nakładania obrotowego ciekłych półprzewodników.
Rozwinięciem technologii tranzystorów cienkowarstwowych jest OFET lub OTFT, w których stosuje się substancje organiczne w charakterze półprzewodnika, co jest wykorzystywane w wyświetlaczach elastycznych.

## Struktura wyświetlacza
Poniższy schemat nie zawiera źródła światła; jest ono przedstawione tylko symbolicznie w postaci żółtej strzałki. W rzeczywistości jako źródła światła używane są lampy fluorescencyjne z zimną katodą lub białe diody elektroluminescencyjne.
Legenda:
- 1 – szklane płytki
- 2 – poziomy polaryzator
- 3 – pionowy polaryzator
- 4 – maska kolorów RGB
- 5 – poziome przewody sterujące
- 6 – pionowe  przewody sterujące
- 7 – warstwa polimerowa
- 8 – elementy dystansowe
- 9 – tranzystory cienkowarstwowe
- 10 – elektroda przednia
- 11 – elektrody tylne

## Rodzaje matryc TFT stosowanych w wyświetlaczach ciekłokrystalicznych
- IPS (in-plane switching)
- MVA (multi-domain vertical alignment)
- PVA (patterned vertical alignment)
- AFFS (advanced fringe field switching)
- ASV (advanced super view)
- PLS (plane line switching)
- TN (twisted nematic)

Oprócz wymienionych istnieją rozwinięcia tych technologii, na przykład S-IPS lub S-MVA.